# Elena Berkova
Elena Sergeyevna Berkova (tiếng Ukraina: Олена Сергіївна Беркова, tiếng Nga: Елена Сергеевна Беркова) sinh ngày 1 tháng 4 năm 1985 ở Murmansk là một diễn viên khiêu dâm người Nga. Cô ra mắt trên một trang web "phá trinh" của Nga ở Sankt-Peterburg vào năm 2003, sau đó đóng phim khiêu dâm cho công ty Hoa Kỳ. Năm 2004, cô tham gia phim Dom-2 or How to make love with Elena Berkova (Dom-2 hay Làm thế nào để làm tình với Elena Berkova). Đây là một trong những phim khiêu dâm ăn khách nhất ở Nga. Do nổi tiếng nên tất cả các phim khiêu dâm do Elena Berkova đóng đều mang tên cô ở nhan đề.
Berkova đã từng bị cáo buộc dụ dỗ bán dâm cho đàn ông nước ngoài.